# Lillo Brancato
Lillo Brancato (Bogotá, 30 de marzo de 1976) es un actor estadounidense. Es conocido por su papel como Calogero Anello en A Bronx Tale (1993), el debut como director de Robert De Niro. Además interpretó al joven gánster Matthew Bevilaqua en la serie Los Soprano. En el año 2005 fue acusado de asesinato en segundo grado por su participación en un robo en el Bronx, Nueva York, donde un oficial de policía que se encontraba fuera de servicio, Daniel Enchautegui, confrontó a dos ladrones y perdió la vida en un tiroteo. Brancato fue absuelto de asesinato, pero fue condenado por intento de robo y recibió una sentencia de diez años en prisión. Su cómplice, Steven Armento, fue declarado culpable por disparar el arma que mató al oficial.

## Primeros años
Brancato nació en Bogotá, Colombia. A los cuatro meses de nacido fue adoptado por los ítalo-estadounidenses Lillo Brancato Sr. (un albañil) y Domenica (una electrólisista), y creció en Yonkers, Nueva York. A pesar su ascendencia colombiana, él se considera un ítalo-estadounidense. Brancato fue descubierto por un buscatalentos mientras nadaba en Jones Beach, éste notó un parecido con Robert De Niro. Brancato era fanático de De Niro e impresionó al buscatalentos con una imitación de Travis Bickle de Taxi Driver. Gracias a eso consiguió el papel del hijo de De Niro en A Bronx Tale.

## Carrera
Brancato participó en tres películas a mediados de los años 1990, antes de unirse al reparto de Los Soprano. En A Bronx Tale (1993) interpretó al personaje principal, un joven dividido entre su padre y un jefe de la mafia. También actuó junto a Gregory Hines, Danny DeVito y Mark Wahlberg en Renaissance Man (1994). En 1995 apareció en un breve papel en Marea roja, junto a Denzel Washington y Gene Hackman.
En la segunda temporada de la serie Los Soprano, que HBO transmitió en el año 2000, Brancato interpretó a Matthew Bevilaqua, un joven gánster asociado con la asociación criminal de Tony Soprano. Bevilaqua apareció por primera vez en el primer episodio de la segunda temporada, "Guy Walks into a Psychiatrist's Office...", y apareció en cinco episodios más. Brancato también interpretó a un gánster en la serie Falcone, estrenada en 2000. En 2001 protagonizó junto a Drea de Matteo la película 'R Xmas de Abel Ferrara.